# Philippinen-Zwergohreule
Die Philippinen-Zwergohreule (Otus megalotis), auch Philippinen-Halsbandeule, ist eine Eulenart aus der Gattung der Zwergohreulen. Ihr Vorkommen beschränkt sich auf die Philippinen.

## Beschreibung
Die Länge beträgt 23 bis 28 Zentimeter und das Gewicht 180 bis 310 Gramm, womit sie die größte Art der Gattung ist. Das Weibchen ist größer und etwa dreißig Gramm schwerer als das Männchen. Das Gefieder der roten Morphe ist hell rötlich braun bis gelbbraun. Auf den rot- bis gelbbraunen Flügeldecken bilden die relativ großen Kritzel fünf oder sechs deutliche Binden. Die Unterseite ist grau mit dunklen pfeilförmigen Schaftstrichen und einigen Quermarkierungen. Das Gesicht wird von einem Kragen aus weißlichen oder gelblichen Federn mit dunkler Spitze umgeben. Die graue Morphe hat einen graubraunen Grundton mit weißlichen, bis zu den Federohren reichenden Augenbrauen. Die Augen sind warm orangebraun, die Federohren lang, der Schnabel ist hornfarben. Die Beine sind bis zum Ansatz der blass fleischfarbenen, gelblich braunen oder weißlich grauen Zehen befiedert.
Früher wurde die Philippinen-Zwergohreule zur Indien-Zwergohreule (Otus bakkamoena) gestellt, von der sie sich besonders durch ihre Stimme unterscheidet.

## Lebensweise
Sie bewohnt dichten tropischen Regenwald und Sekundärwälder von 300 bis 1600 Meter, gelegentlich bis 2000 Meter. Die Nahrung besteht aus Insekten. Die Stimme ist eine explosive, in der Tonhöhe leicht abfallende Serie von drei bis sechs am Ende ansteigenden Tönen.

## Verbreitung
Die Nominatform O. m. megalotis bewohnt Luzon, Marinduque und Catanduanes. O. M. everetti auf Samar, Leyte, Dinagat, Bohol, Mindanao und Basilan ist kleiner, O. m. nigrorum auf Negros mit kräftig rotbraunem Kopf und weißerer Unterseite ist noch kleiner.